# Baasdörper Krönk
Baasdörper Krönk ist ein Roman von Friedrich Ernst Peters, der 1932 entstanden und 1975 postum veröffentlicht worden ist. Das Werk gilt als Klassiker der niederdeutschen Literatur des 20. Jahrhunderts, das moderne narrative Techniken auf das Erzählen in plattdeutscher Sprache anwendet und nicht zuletzt dadurch eine Entzauberung des Dorfromans und seiner literarischen Mythen bewirkt.
Beschrieben wird die Entwicklung eines norddeutschen Dorfes, des fiktiven Baasdorf (ironisch: das Dorf der Meister, der Besten), in den Jahren 1900 bis 1920. Die Schicksale einiger Baasdorfer Bauernfamilien und diverser prägnanter Nebenfiguren sind eingebettet in zeithistorische Bezüge, die wichtige politische Ereignisse oder damalige Errungenschaften des technischen Fortschritts neu aufleben lassen.

## Inhalt
Die Baasdörper Krönk ist ein fiktionales Werk und als solches selbstverständlich keine Chronik im historiographischen Sinn. Gleichwohl wird der Roman durch wiederkehrende Zeitangaben strukturiert, insbesondere Jahreszahlen, die den Anspruch des linearen chronikalischen Erzählens verbunden mit dem Verzicht auf psychologisierende Elemente unterstreichen. Das Werk gliedert sich in fünfzehn Kapitel.

## Die Sprache
Peters sprach ausschließlich Plattdeutsch, bevor er in der Luhnstedter Dorfschule Hochdeutsch lernte. Die Baasdörper Krönk ist eine Hommage an die Sprache seiner Jugend. Der Roman zelebriert den Hang des Plattdeutschen zur Phraseologie, seine naive „Formelhaftigkeit“ und gleichzeitig die Ursprünglichkeit und Sinnlichkeit der Muttersprache. Wenn Peters sich auch der Grenzen des Plattdeutschen bewusst war und dessen drohenden Niedergang erkannte, so blieb er doch immer fasziniert von seiner Ausdrucksstärke und verwendete gerne auch in seinem hochdeutschen Werk plattdeutsche Redewendungen oder einzelne plattdeutsche Wörter, wie z. B. in Die dröge Trina (1946), einem hochdeutschen Roman mit plattdeutschen Einsprengseln, dem er der Verständlichkeit halber eine Liste „Baasdorfischer“ Wörter beifügte.
Die ganz in plattdeutscher Sprache geschriebene Baasdörper Krönk wurde von den Herausgebern Wolfgang Lindow und Paul Selk mit einem ausführlichen plattdeutschen Glossar versehen.

## Reale Bezüge
Das fiktive Baasdorf hat große Ähnlichkeit mit Luhnstedt (Kreis Rendsburg-Eckernförde), dem Geburtsort Friedrich Ernst Peters’, dem er bis ins hohe Alter eng verbunden blieb. Nachfahren einiger der damaligen Dorfbewohner leben dort bis heute, und es kursiert immer noch eine Liste, in der die Namen der realen Vorbilder bestimmter Romanfiguren entschlüsselt werden. Vorbild für den Küfer Klaas Ehlers und dessen Frau sind die Eltern des Schriftstellers, Klaus Peters und seine Frau, die literaturbegeisterte Marie. Für „Kröschen“ („de Klöökst in't ganz Kaspill Bohmstedt“) stand wohl der hochbegabte ältere Bruder Christian Pate, der wie F. E. Peters selbst eine Lehrerausbildung absolvierte. Der Kriegsheimkehrer und Erzähler, der 1920 am Ende des Romans in sein Dorf zurückkehrt, hat einige Ähnlichkeit mit dem Autor selbst, der seine Erfahrungen im Ersten Weltkrieg und die
Rückkehr nach Luhnstedt in seinen Erinnerungen „Kriegsgefangener in Frankreich (1914-1920)“ schildert. Der fortschrittliche Maurermeister Jakob Prüß, der den Bau der Wasserleitung voranbringt, ist wohl einem Onkel von Peters, einem Bruder seiner Mutter, nachempfunden, der alte Hinnerk Pick („De Bahn, de Bahn, de hett wat maakt…“) dem Schwiegervater dieses Onkels.

## Rezeption
Obwohl Peters selbst gerne aus der Baasdörper Krönk las und Verwandte und Freunde auch das Manuskript kannten, entschied er sich doch, den Roman nicht zu veröffentlichen, um die Persönlichkeitsrechte der Luhnstedter zu schützen. Die Veröffentlichung eines plattdeutschen Romans dürfte zudem schon damals eine verlegerische Herausforderung gewesen sein. Vielleicht ist es der Sprachbarriere geschuldet, dass das Werk auch nach seiner postumen Veröffentlichung von der Kritik vergleichsweise wenig beachtet wurde, obwohl „von Kennern hoch gelobt“. Mittlerweile hat die Krönk eine zweite Auflage erlebt und neue Aufmerksamkeit erfahren durch die Veröffentlichung von Peters’ Erstlingswerk Heine Steenhagen wöll ju dat wiesen! Die Geschichte eines Ehrgeizigen (1925, postum veröffentlicht 2012) sowie der Digitalen Edition Friedrich Ernst Peters.